# Amrita (Trank)
Amrita (Sanskrit, n., अमृत, amṛta, Unsterblichkeit, Ambrosia; von mṛ = sterben) ist in den altindischen Veden ein lebensverlängernder Trank, ein Lebenselixier, dessen Götter und Menschen in gleicher Weise bedürfen. Andere Bezeichnungen im Rigveda für denselben Göttertrank sind Soma und Madhu. Wie die Speise Ambrosia aus der griechischen Mythologie soll es so eine dauerhafte Unsterblichkeit verleihen können.

## Amrita im Hinduismus

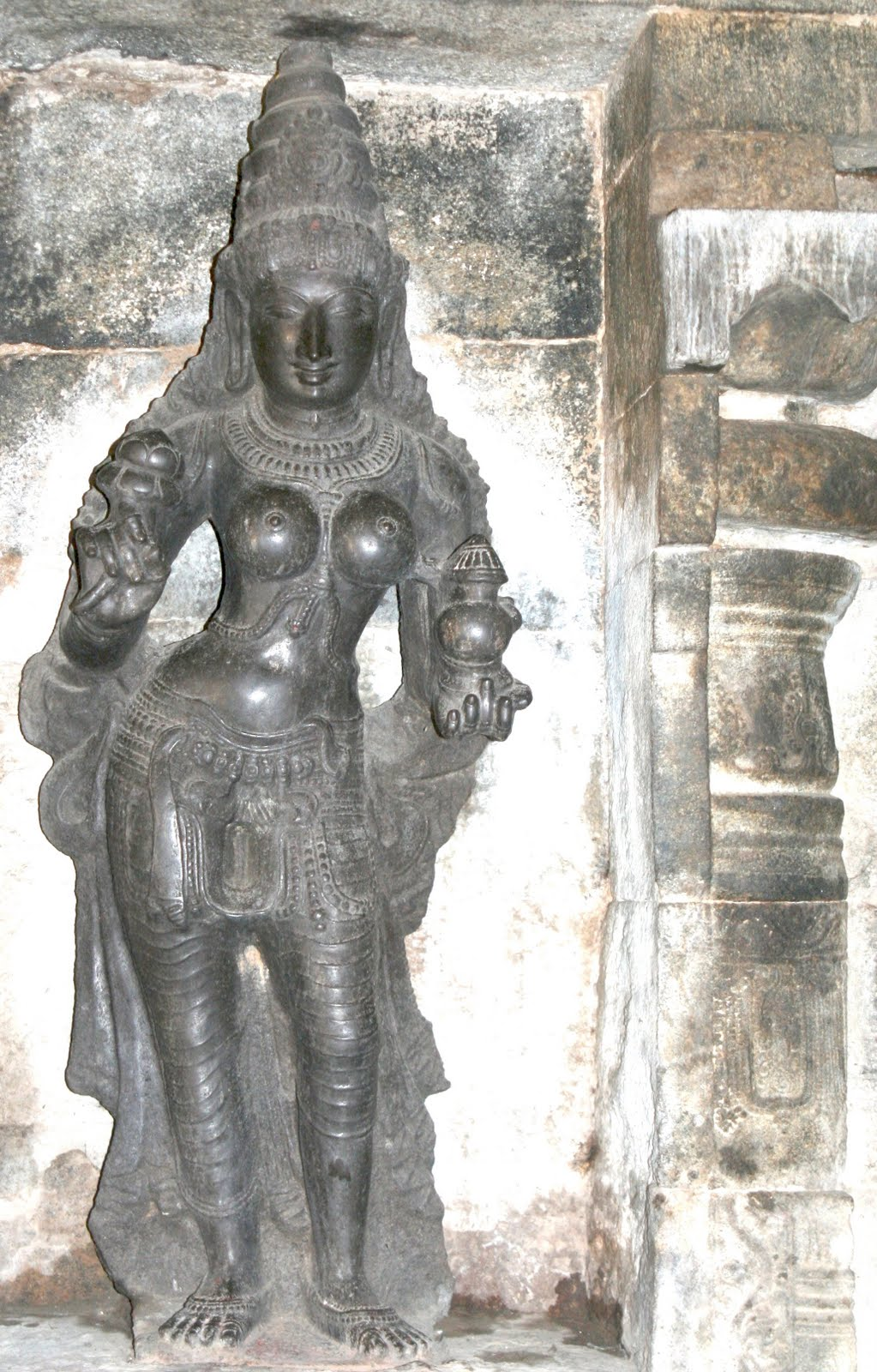
Mohini, eine weibliche Verkörperung von Vishnu, hält einen Krug mit Amrita, den sie den Devas zu trinken gibt. Darasuram, Tamil Nadu, Indien

In der hinduistischen Mythologie ist Amrita der Name eines Elixiers, das außerordentliche Kraft und die Fortdauer des Lebens bzw. die Sicherheit vor Todesgefahr bringt. Der bekannteste Mythos im Zusammenhang mit Amrita ist das Quirlen des Milchozeans, der im Mahabharata erzählt wird: Auf Vishnus und Brahmas Befehl windet sich die Schlange Vasuki (Ananta-Shesha) um den Weltenberg Mandara (ansonsten in Indien Meru genannt), den der Gott Vishnu in seiner Inkarnation als Schildkröte Kurma auf seinen Panzer nimmt. Götter und Dämonen versetzen den Berg, an beiden Enden Vasukis ziehend, in drehende Bewegung. Nach langem Quirlen entstehen unter anderem das Amrita und der weiße Elefant Airavata, von dem Indra Besitz nimmt.
Um das Amrita entsteht ein Kampf zwischen den Göttern (Devas) und den Dämonen (Asuras). Die ersteren siegen, weil Vishnu in Gestalt (als Avatara) der verführerischen Göttin Mohini erscheint. Mohini erhält von den Asuras den Lebenstrank und übergibt ihn den Göttern. Garuda, das halb mensch-, halb vogelgestaltige Reittier (Vahana) Vishnus, wird mit einem Amrita-Gefäß in einem seiner Hände dargestellt.
Der Begriff Amrita wird neben seiner Bedeutung als Lebenstrank auch im eigentlichen Wortsinn „Unsterblichkeit“ verwendet.

## Im Buddhismus
Im tibetischen Buddhismus bezeichnet Amrita zum einen das Elixier der Befreiung (tib.: bdud rtsi), zum anderen ist Amrita der Name einer zornvollen Gottheit (tib.: bdud rtsi 'khyil ba) des Mahayoga.

## Im Neo-Tantra
Amrita die gesegnete Flüssigkeit wird im Neo-Tantra mit dem weiblichen Ejakulat identifiziert. Verschiedene neo-tantrische Richtungen sehen in diesem weiblichen Sekret das Ur-Weibliche und das Ur-Mütterliche.